# Igor Tamm
Igor Jevgenjevitsj Tamm (Russisch: Игорь Евгеньевич Тамм) (Vladivostok, 8 juli [O.S. 26 juni] 1895 – Moskou, 12 april 1971) was een Sovjet-Russische natuurkundige.
Hij won in 1958 de Nobelprijs voor Natuurkunde samen met Pavel Tsjerenkov en Ilja Frank voor de ontdekking en de interpretatie van het tsjerenkov-effect.

## Biografie
Tamm werd geboren in een aristocratische Russisch-Duitse familie als zoon van de elektrotechnisch ingenieur Evgenij Tamm en Olga Davydova. Toen hij zes jaar oud was, verhuisde het gezin naar Jelisavetgrad in Oekraïne, waar hij het lokale gymnasium bezocht. In 1913/14 studeerde hij aan de Universiteit van Edinburgh samen met zijn vriend Boris Hessen. Daarna ging hij naar de Staatsuniversiteit van Moskou, waar hij in 1918 afstudeerde.
Vanaf 1919 was hij achtereenvolgens docent te Simferopol, Odesa en Moskou. In Simferopol maakte hij kennis met Leonid Mandelstam, die een kritische en langdurige invloed had op Tamms professionele carrière. In 1928 bracht hij een paar maanden met Paul Ehrenfest door aan de Rijksuniversiteit Leiden. Vanaf 1930 tot 1941 en vanaf 1956 was hij hoogleraar in de theoretische natuurkunde aan de Staatsuniversiteit van Moskou. Daarnaast was hij vanaf 1934 hoofd van de afdeling theoretische natuurkunde van het Lebedev Instituut van de Sovjet-Russische Academie van Wetenschappen.
Gedurende zijn carrière deed Tamm onderzoek naar de verscheidene aspecten van de kwantumfysica, de wisselwerking van elementaire deeltjes, plasmafysica en halfgeleiders. In 1934 voorspelde hij dat het neutron, hoewel ongeladen, toch een magnetisch moment had met een negatieve spin. Ook was hij betrokken bij de ontwikkeling van de waterstofbom in de Sovjet-Unie. Daarnaast bedacht hij in 1951, samen met Andrej Sacharov, de tokamak – een donutvormig apparaat dat gebruikt kan worden om energie op te wekken met kernfusie.
Tamm was gehuwd met Natalie Shuiskaya; samen hadden ze een dochter, Irene, en een zoon, Eugen.

## Erkenning
Tamm werd tweemaal onderscheiden met de Stalinprijs (Staatprijs van de Sovjet-Unie), in 1946 samen met Tsjerenkov, Frank en Sergej Vavilov en samen met Sacharov in 1954. In 1953 kreeg hij ook de eretitel "Held van de Socialistische Arbeid" en in 1967 de Gouden Lomonosov-medaille van de Russische Academie van Wetenschappen.

## Publicaties
- Relativistic Interaction of Elementary Particles (1935)
- On the Magnetic Moment of the Neutron (1938)
- Theory of Electronics (1949)